# Klüt (Detmold)
Klüt is een plaats in de Duitse gemeente Detmold, deelstaat Noordrijn-Westfalen, en telt 1690 inwoners (2006).